# 7175 Janegoodall
7175 Janegoodall este o planetă minoră (asteroid), cu un diametru de 6,483 km, din centura de asteroizi. A fost descoperită pe 11 octombrie 1988 la Observatorul Kleť de Zdeňka Vávrová⁠(d) și a fost numită după Jane Goodall. 
Obiectul prezintă o orbită caracterizată de o semiaxă mare de 2,5414583 UAi, o excentricitate de 0,17, o înclinație de 16,03705 ° în raport cu ecliptica.